# International Tropical Timber Agreement, 1983
Het International Tropical Timber Agreement (ITTA, 1983) is een internationale overeenkomst inzake tropisch hout voor de totstandkoming van een doeltreffend kader voor de samenwerking tussen producerende en consumerende landen van tropisch hout met als doel het duurzaam gebruik en behoud van tropische bossen aan te moedigen. Zij kwam tot stand in een periode waarin de ongerustheid sterk toenam over het tempo van ontbossing in vele tropische landen. Tegelijkertijd was er ook grote eensgezindheid dat de handel in tropisch hout van vitaal belang is voor de economie van die landen.
De uiteindelijke uitkomst van die onderhandelingen was ITTA, 1983 die voorzag in de oprichting van de International Tropical Timber Organization (ITTO) en diens activiteiten voor de periode tot eind 1996.

## Geschiedenis
- In 1976 startte de lange reeks van onderhandelingen als onderdeel van het Programma voor Grondstoffen tijdens de vierde zitting van de UNCTAD).
- Op 18 november 1983 werd de overeenkomst voor ondertekening opengesteld.
- Op 1 april 1985 trad de overeenkomst in werking.
- In 1986 werd onder auspiciën van de Verenigde Naties de International Tropical Timber Organization opgericht.
- Op 1 januari 1997 trad ITTA, 1994 in werking en volgde daarmee ITTA, 1983 op.

## Partijen
58 partijen hebben de overeenkomst ondertekend, te weten: Australië, België, Bolivia, Brazilië, Canada, China, Colombia, Congo-Brazzaville, Congo-Kinshasa, Denemarken, Duitsland, Ecuador, Egypte, de Europese Unie, Fiji, Filipijnen, Finland, Frankrijk, Gabon, Ghana, Griekenland, Guyana, Honduras, India, Indonesië, Ierland, Italië, Ivoorkust, Japan, Kameroen, Liberia, Luxemburg, Maleisië, Myanmar, Nepal, Nederland, Nieuw-Zeeland, Noorwegen, Oostenrijk, Panama, Papoea-Nieuw-Guinea, Peru, Portugal, Rusland, Spanje, Thailand, Togo, Trinidad en Tobago, Venezuela, Verenigd Koninkrijk, Verenigde Staten, Zuid-Korea, Zweden en Zwitserland.